# ليوناردو بيرتوني
ليوناردو بيرتوني (بالإيطالية: Leonardo Bertone)‏ (مواليد 14 مارس 1994) هو لاعب كرة قدم سويسري من أصل إيطالي ، يجيد اللعب في مركز خط الوسط الدفاعي ، ويلعب حاليًا لنادي يانغ بويز السويسري.

## روابط خارجية
- ليوناردو بيرتوني على موقع الدوري الأمريكي (الإنجليزية)
- ليوناردو بيرتوني على موقع قاعدة بيانات كرة القدم.إي يو (الإنجليزية)
- ليوناردو بيرتوني على موقع Soccerway.com (الإنجليزية)
- ليوناردو بيرتوني على موقع عالم كرة القدم.نت (الإنجليزية)
- ليوناردو بيرتوني على موقع AS.com (الإسبانية)

- Leonardo Bertone